# Samira Azizi
Pour les articles homonymes, voir Azizi.
Samira Azizi (en arabe : سميرة عزيزي), née le 16 mars 1966 à Annaba, est une judokate algérienne.  Enseignante de profession, elle est licenciée au club de Hamra Annaba.

## Carrière
Aux Championnats d'Afrique de judo 1989 à Abidjan, elle remporte la médaille d'argent dans la catégorie des moins de 61 kg, ayant été battue en finale par la Marocaine Souhir El Mtouni et participe aux Championnats du monde de judo 1989 à Belgrade. Elle est médaillée d'argent aux Championnats d'Afrique de judo 1990 à Alger.
Elle remporte une médaille d'or aux Championnats d'Afrique féminins de judo 1991 à l'île Maurice, toujours dans la catégorie des moins de 61 kg.
Elle est championne d'Algérie en 1990 et vice-championne d'Algérie en 1989.